# Run for Cover
Run for Cover är ett studioalbum av den brittiske (nordirländske) blues- och rockartisten Gary Moore, utgivet i september 1985. Albumet anses ofta som Gary Moores genombrottsalbum och låg som högst på plats nummer 12 på albumlistan i Storbritannien. Singeln "Empty Rooms" klättrade upp till femteplatsen på singellistan.
År 2003 släpptes samma album igen fast nu i en digitally remastered edition där ytterligare tre spår finns att tillgå i slutet av albumet.

## Låtlista
1. Run for Cover - 4:13 (Gary Moore)
2. Reach for the Sky - 4:45 (Gary Moore) - med Glenn Hughes
3. Military Man - 5:40 (Phil Lynott) - med Phil Lynott
4. Empty Rooms - 4:18 (Gary Moore / Neil Carter)
5. Out of My System - 4:07  (Gary Moore) - med Glenn Hughes
6. Out in the Fields - 4:17  (Gary Moore) - med Phil Lynott
7. Nothing to Lose - 4:41  (Gary Moore) - med Glenn Hughes
8. Once in a Lifetime - 4:18 (Gary Moore)
9. All Messed Up - 4:52 (Gary Moore / Neil Carter) - med Glenn Hughes
10. Listen to Your Heartbeat - 4:38 (Gary Moore)
Bonusspår på 2003 års utgåva
11. Still in Love With You - 5:59  (Gary Moore) - med Phil Lynott
12. Stop Messin' Around (live) - 4:08  (Gary Moore) - med Phil Lynott
13. Murder in the Skies (live) - 5:22 (Gary Moore)